# Hôtel de l'Archidiacre
L’hôtel de l'Archidiacre est un immeuble du XVIIe siècle, situé au numéro 3 de la rue Rouget-de-Lisle, à Narbonne, dans l’Aude (France).

## Historique
L’hôtel, dont la construction remonte à l’année 1635, tire son nom de la fonction de son premier propriétaire, l’archidiacre Arnaud de Cazalets. Agrandi par l’annexion quelques années plus tard de la maison voisine, l’immeuble est demeuré la propriété des Cazalets jusqu'au milieu du XVIIIe siècle.
Le 7 septembre 2001, l’hôtel est en totalité classé monument historique : la tourelle, l’escalier et le décor intérieur sont protégés.

### Autres projets
- Hôtel de l'Archidiacre sur Commons